# Rohlstorf
Rohlstorf là một đô thị ở huyện Segeberg, bang Schleswig-Holstein Segeberg, ở bang Schleswig-Holstein, Đức. Đô thị Rohlstorf có diện tích 19,68 km², dân số thời điểm ngày 31 tháng 12 năm 2006 là 1156 người.